# Sozial- und Erziehungsdienst
Der Sozial- und Erziehungsdienst (SuE)  ist in Deutschland eine Sammelbezeichnung von circa 50 Berufsgruppen im sozialen und erzieherischen Bereich.
In Deutschland waren 2015 laut GEW über 1,2 Mio. sozialversicherungspflichtig Beschäftigte in Sozial- und Erziehungsberufen tätig, davon rund 300.000 bei kommunalen Trägern und 800.000 bei freien Trägern. Die Gewerkschaft Verdi gab die Anzahl der Beschäftigten im SuE mit rund 740.000 an, davon 240.000 bei kommunalen und mehr als 500.000 bei kirchlichen und freien Trägern. Laut Statistischem Bundesamt gab es Mitte 2018 im öffentlichen Dienst bei den Kitas 226,7 Tausend und bei den Ländern 9,2 Tausend Beschäftigte.
Die größte Berufsgruppe der Beschäftigten im SuE stellen die Erzieher mit 371.893 Beschäftigten (Stand: 1. März 2015).:112 Ein Jahr zuvor gab es 354.976 als Erzieher tätige Beschäftigte (Stand: 1. März 2014):110 Das Statistische Bundesamt sieht bei den Erzieherinnen und Erziehern im öffentlichen Dienst einen Zuwachs von 62 % in den letzten zehn Jahren.

## Berufsgruppen
Der SuE umfasst 2015 circa 50 Berufsgruppen, dazu zählen unter anderem Erzieher, Kinderpfleger, Sozialassistenten, Sozialarbeiter, Sozialpädagogen, Heilerziehungspfleger, Arbeitserzieher, Kindheitspädagogen, Beschäftigte im handwerklichen Erziehungsdienst und in der Behindertenhilfe, Heilpädagogen, Kinder- und Jugendlichenpsychotherapeuten, Psychagogen, Streetworker und weitere Beschäftigte in Sozial- und Erziehungsberufen.:2 :76

## Bezahlung
Für Beschäftigte des öffentlichen Diensts gelten grundsätzlich die Bedingungen des TVöD. Der TVöD trat am 1. Oktober 2005 in Kraft. Ihm liegt eine erfahrungs- und leistungsorientierten Vergütung zugrunde. Monatliche Bruttoentgelte des TVöD finden sich in tabellarischer Form im Artikel Tarifvertrag für den öffentlichen Dienst. Für Beschäftigte im Sozial- und Erziehungsdienst existieren Entgelttabellen für den SuE (TVöD-SuE). Die allgemeinen TVöD-Entgelte können von den spezielleren Entgelttabellen des TVöD-SuE abweichen. Die circa 300.000 Beschäftigten bei kommunalen Trägern werden in der Regel nach einem Tarifvertrag für den Öffentlichen Dienst z. B. TVöD-SuE bezahlt. Bei einer Einrichtung eines privaten Trägers angestellt sind ungefähr 800.000 Beschäftigte im SuE. Der private Träger kann selber entscheiden, ob er seine Angestellten nach einem Tarifvertrag z. B. TVöD-SuE, TV-AVH, TV-L etc. bezahlt oder ein eigenes Bezahlungsmodell wählt. In der Regel orientieren sich die gemeinnützigen (z. B. kirchlichen) und nicht-gemeinnützigen (z. B. privatgewerblichen) Träger an den Abschlüssen des TVöD bzw. TVöD-SuE.
| Entgeltgruppe | Zuordnung TVöD / TVÜ-VKA | Tätigkeitsmerkmal | Voraussetzung laut TVöD                                                                             |
| ------------- | ------------------------ | --- | --------------------------------------------------------------------------------------------------- |
| S 18          | E 12                     | Leiter/in Erziehungsheim (ab 90 Plätzen) | Fachhochschulstudium oder Bachelor                                                                  |
| S 17          | E 11                     | Leiter/in KiTa (ab 180 Plätze); Leiter/in Erziehungsheim (ab 50 Plätze); Stellv. Leiter/in Erziehungsheim (ab 90 Plätze); Kinder- und Jugendlichenpsychotherapeut/in; Psychagoge/in | Fachhochschulstudium oder Bachelor                                                                  |
| S 16          | E 10                     | Leiter/in KiTa (ab 130 Plätze); Stellv. Leiter/in KiTa (ab 180 Plätze) | Fachhochschulstudium oder Bachelor                                                                  |
| S 15          | E 10                     | Leiter/in KiTa (ab 100 Plätze); Stellv. Leiter/in KiTa (ab 130 Plätze); Leiter/in Erziehungsheim                                                                                    | Fachhochschulstudium oder Bachelor                                                                  |
| S 14          | E 9                      | Sozialarbeiter/in Garantenstellung | mindestens dreijähriges Studium ab EG S11. In den Eingruppierungen darunter genügt eine Ausbildung. |
| S 13          | E 9                      | Leiter/in KiTa (ab 70 Plätze); Stellv. Leiter/in KiTa (ab 100 Plätze) | mindestens dreijähriges Studium ab EG S11. In den Eingruppierungen darunter genügt eine Ausbildung. |
| S 12          | E 9                      | Sozialarbeiter/in schwierige Tätigkeit | mindestens dreijähriges Studium ab EG S11. In den Eingruppierungen darunter genügt eine Ausbildung. |
| S 11          | E 9                      | Sozialarbeiter/in; Sozialpädagoge/in | mindestens dreijähriges Studium ab EG S11. In den Eingruppierungen darunter genügt eine Ausbildung. |
| S 10          | E 9                      | Leiter/in KiTa (ab 40 Plätze); Stellv. Leiter/in KiTa (ab 70 Plätze) | mindestens dreijähriges Studium ab EG S11. In den Eingruppierungen darunter genügt eine Ausbildung. |
| S 9           | E 9                      | Koord. Erzieher/in | mindestens dreijähriges Studium ab EG S11. In den Eingruppierungen darunter genügt eine Ausbildung. |
| S 8           | E 8b                     | Erzieher/in schwierige Tätigkeit; Heilpädagoge/in | mindestens dreijähriges Studium ab EG S11. In den Eingruppierungen darunter genügt eine Ausbildung. |
| S 7           | E 8                      | Leiter/in KiTa (bis 40 Plätze) | mindestens dreijähriges Studium ab EG S11. In den Eingruppierungen darunter genügt eine Ausbildung. |
| S 6           | E 8a                     | Erzieher/in | mindestens dreijähriges Studium ab EG S11. In den Eingruppierungen darunter genügt eine Ausbildung. |
| S 5           | E 6                      | handwerklicher Erziehungsdienst | mindestens dreijähriges Studium ab EG S11. In den Eingruppierungen darunter genügt eine Ausbildung. |
| S 4           | E 5                      | Kinderpfleger/in bzw. SPA schwierige Tätigkeit | mindestens dreijähriges Studium ab EG S11. In den Eingruppierungen darunter genügt eine Ausbildung. |
| S 3           | E 4                      | Kinderpfleger/in bzw. SPA | An- und Ungelernte                                                                                  |
| S 2           | E 2                      | Beschäftigte als Kinderpfleger/in bzw. SPA | An- und Ungelernte                                                                                  |

Die Tabelle Entgeltgruppen zeigt die Zuordnung einer ausgeübten Tätigkeit zu der Besoldungsgruppe.

## Beispiel: Berufsgruppe Erzieher
Nachfolgend wird beispielhaft auf die Ausbildung und die Bezahlung der größten Berufsgruppe im SuE mit circa 350.000 Beschäftigten (Stand: 1. März 2014), den Erziehern, eingegangen.
Informationen zur Ausbildung und Bezahlung von Erziehern im europäischen Vergleich finden sich im Artikel Erzieher#Erzieher im europäischen Vergleich.

### Ausbildung
Der Weg zum „Staatlich anerkannter Erzieher“ / „Staatlich anerkannte Erzieherin“ führt über eine dreijährige Berufsausbildung an einer sogenannten Fachschule. Laut dem Deutschen Qualifikationsrahmen (DQR) ist ein „Staatlich anerkannter Erzieher“ / eine „Staatlich anerkannte Erzieherin“ mit einer Ausbildung, die mindestens 2.400 Unterrichtsstunden und 1.200 Stunden Praxis umfasst, in das DQR-Niveau 6 eingestuft. Ebenfalls im DQR-Niveau 6 eingeordnet sind unter anderem die Qualifikationen Bachelor, Fachwirt und Meister (für mehr Details siehe Niveaustufen des DQR). Der DQR hat empfehlenden Charakter und ist nicht verbindlich.

### Bezahlung
Nach dem bundesweit geltenden TVöD-SuE werden Erzieher, die in einer Einrichtung eines kommunalen Trägers angestellt sind, entweder in die Entgeltgruppen S8a („Erzieherinnen/Erzieher mit staatlicher Anerkennung und entsprechender Tätigkeit sowie Beschäftigte mit gleichwertiger Qualifikation und Erfahrung“) oder S8b („Erzieherinnen/Erzieher mit staatlicher Anerkennung und entsprechender Tätigkeit sowie Beschäftigte mit gleichwertiger Qualifikation und Erfahrung mit besonders schwierigen fachlichen Tätigkeiten“) eingruppiert. Private Träger entscheiden selber, ob die Bezahlung eines Erziehers nach einem Tarifvertrag wie TVöD-SuE, TV-AVH etc. erfolgt oder ob ein eigenes Bezahlungsmodell verwendet wird. Die nachfolgende Tabelle zeigt die Bruttoverdienste und Entwicklungsstufen.
| Entgeltgruppe | Grundentgelt           | Grundentgelt                   | Entwicklungsstufen               | Entwicklungsstufen               | Entwicklungsstufen                  | Entwicklungsstufen                  |
| Entgeltgruppe | Stufe 1 Neueinstellung | Stufe 2 nach 1 Jahr in Stufe 1 | Stufe 3 nach 3 Jahren in Stufe 2 | Stufe 4 nach 4 Jahren in Stufe 3 | Stufe 5 nach 4 Jahren in Stufe 4 1) | Stufe 6 nach 5 Jahren in Stufe 5 2) |
| ------------- | ---------------------- | ------------------------------ | -------------------------------- | -------------------------------- | ----------------------------------- | ----------------------------------- |
| S 8a          | 2.852,26               | 3.099,41                       | 3.317,51                         | 3.524,15                         | 3.725,02                            | 3.934,52                            |
| S 8b          | 2.893,45               | 3.168,29                       | 3.420,82                         | 3.788,16                         | 4.132,54                            | 4.396,57                            |

## Örtliche Beispiele
Nachfolgend wird die spezifische Situation von Beschäftigten im Sozial- und Erziehungsdienst in den Großstädten Hamburg und München dargestellt.

### Situation in Hamburg
In Hamburg hatten 1.037 von 1.048 (entspricht 98,95 %) Tageseinrichtungen private Träger (Stand: 1. März 2015).:S. 91 Zum 1. März 2014 waren 1.025 von 1.034 (99,13 %) Kindertageseinrichtungen in der Hand von privaten Trägern.:S. 93 Die privaten Träger können sich dementsprechend ein Bezahlungsmodell z. B. TV-AVH für ihre Erzieher auswählen. Zu den privaten Trägern zählt z. B. auch die „Elbkinder – Vereinigung Hamburger Kitas gGmbH“ mit ca. 182 Kindertagesstätten und rund 5.000 Beschäftigten (davon rund 3.444 Erzieher).
In Hamburg waren zum 1. März 2015 15.485 Personen in Tageseinrichtungen tätig. Davon waren 2.376 im hauswirtschaftlichen/technischen Bereich und 13.109 Personen als pädagogisches und Verwaltungspersonal beschäftigt. In der Menge der vorher erwähnten 13.109 Personen finden sich 6.877 Erzieher, 1.686 Kinderpfleger und 855 Assistenten im Sozialwesen (u. a. zählen dazu auch SPAs) wieder. 10.676 von 15.485 Personen oder 68,94 % haben weniger als 38,5 Wochenstunden.:S. 97
In der Hansestadt existiert der Hamburger Tarifvertrag (TV-AVH). Der TV-AVH ist an den TVöD-SuE angelehnt. Im „Besonderen Teil – Verwaltung“ finden sich neben „Allgemeinen Vorschriften“ auch „Sonderregelungen“ im Hinblick auf die Eingruppierung der Erzieher aus dem Sozial- und Erziehungsdienst.
Den Entgeltgruppen S1 bis S8 stehen 30 Tage Urlaub:§ 26 sowie eine jährliche Sonderzahlung in Höhe von 90 % ihres Gehalts:§ 20 zu. Diese Regelung schließt die Erzieher in S6 und S8 mit ein.
Der „allgemeine“ TV-AVH sieht eine Eingruppierung von Erzieher in Hamburg in die Entgeltgruppen S6 oder S8 vor. Diese Eingruppierung und die Bezahlung orientiert sich am TVöD-SuE.:§ 97, S. 160 Falls die Kita-Träger Mitglieder der „Arbeitsrechtlichen Vereinigung Hamburg“ (AVH) sind, erfolgt die Eingruppierung aller Erzieher in die Entgeltgruppe S8. Die Gruppe S6 ist unbesetzt.:§ 101, S. 192
Die nachfolgende Tabelle zeigt abweichend zur im Abschnitt #Bezahlung 2 dargestellten TVöD-SuE-Tabelle die Bruttoverdienste und Entwicklungsstufen der Beschäftigten des TVöD-SuE, die bei einem Kita-Träger mit Mitgliedschaft im AVH angestellt sind:
| Entgeltgruppe | Grundentgelt           | Grundentgelt                   | Entwicklungsstufen               | Entwicklungsstufen               | Entwicklungsstufen                  | Entwicklungsstufen                  |
| Entgeltgruppe | Stufe 1 Neueinstellung | Stufe 2 nach 1 Jahr in Stufe 1 | Stufe 3 nach 3 Jahren in Stufe 2 | Stufe 4 nach 4 Jahren in Stufe 3 | Stufe 5 nach 4 Jahren in Stufe 4 1) | Stufe 6 nach 5 Jahren in Stufe 5 2) |
| ------------- | ---------------------- | ------------------------------ | -------------------------------- | -------------------------------- | ----------------------------------- | ----------------------------------- |
| S 8           | 2.478,17               | 2.656,58                       | 2.879,57                         | 3.198,33                         | 3.318,92 2)                         | 3.318,92 2)                         |
| S 6           | unbesetzt              | unbesetzt                      | unbesetzt                        | unbesetzt                        | unbesetzt                           | unbesetzt                           |

#### Personal- bzw. Betreuungsschlüssel
Im Krippenbereich (Kinder im Alter von 0 bis unter 3 Jahren) wies Hamburg 2012 statistisch einen Personalschlüssel (auch Betreuungsschlüssel genannt) von 5,7 aus. 2013 betrug der Wert 5,4 und zum 1. März 2014 wurde ein Wert von 5,1 erreicht. Für Kinder im Alter von 2 bis unter 8 Jahren (ohne Schulkinder) wies das Statistische Bundesamt einen Personalschlüssel 2012 von 9,3 aus. 2013 lag der Wert bei 9,0 und zum 1. März 2014 bei 8,5.:S. 7 ff.
Am 10. Dezember 2014 einigten sich die Trägerverbände und der alleinregierende SPD-Senat in der „Eckpunktevereinbarung zu Qualitätsverbesserungen in Krippe und Kita“ auf eine Verbesserung des Personalschlüssels im Krippen- und Elementarbereich. Demnach sollen zum 1. April 2015 für Kinder im Alter bis 24 Monate 10 Prozent mehr Personalwochenstunden zur Verfügung stehen. Für die Kinder im Alter von 25 bis 36 Monaten sollen ab dem 1. August 2017 die Personalwochenstunden ebenfalls um 10 Prozent erhöht werden. Zum 1. August 2019, aber spätestens im Jahr 2020 soll eine Betreuungsschlüssel von eins zu vier erreicht sein. Für die Elementarkinder im Alter von drei bis sechs Jahren soll spätestens zum Doppelhaushalt 2025/2026 ein Schlüssel von eins zu zehn erreicht werden. Innerhalb des vereinbarten 10-Jahres-Zeitraums soll „mittel- bis langfristig auch ein entsprechender Anteil für mittelbare pädagogische Aufgaben und Ausfallzeiten berücksichtigt werden“. Alle Verbesserungsschritte stehen unter der Maßgabe, dass der Bund die Finanzierung erheblich unterstützt. Die jährlichen Kosten für die Verbesserung in der Endstufe werden auf 110 bis 120 Mio. Euro geschätzt. 2/3 des Betrags soll aus Haushaltsmitteln und 1/3 von den Verbänden übernommen werden.
Im Koalitionsvertrag zur 21. Legislaturperiode der Hamburgischen Bürgerschaft wurde beschlossen, dass für Kinder im Alter von 25 bis 36 Monaten bereits ab dem 1. August 2016 die Personalwochenstunden um 10 Prozent erhöht werden. Damit wurde die „Eckpunktevereinbarung zu Qualitätsverbesserungen in Krippe und Kita“ vom 10. Dezember 2014 angepasst.:S. 73 f.

### Situation in München
Die Stadt München beschäftigt im August 2015 „2.925 Erzieher, 1.669 Kinderpfleger und 187 Sozialpädagogen in ihren 420 Kitas“. 349 Stellen konnten im August 2015 nicht besetzt werden. Insgesamt hat München im August 2015 über 1.200 kommunale und private Kitas. München ist als kommunaler Arbeitgeber Mitglied des Kommunalen Arbeitgeberverbandes (KAV) Bayern. Die Bezahlung des Erziehungspersonals erfolgt nach der Entgelttabelle SuE des TVöD-VKA. Städtische Kinderpflegerinnen und Kinderpfleger sind in S4 eingruppiert, Erzieherinnen und Erzieher in S8a oder, wenn das Tarifmerkmal der „besonders schwierigen fachlichen Tätigkeit“ gegeben ist, in S8b.
Erzieher erhalten mit Stand 1. März 2015 eine München-Zulage von 120,74 Euro (brutto) und 23,05 Euro pro Kind; diese wurde zum 1. Januar 2020 verdoppelt. Eine Arbeitsmarktzulage (AMZ) erhalten alle Angestellten der Entgeltgruppen mit dem Kriterium „Mangelberuf“. Eine Erzieherin oder ein Erzieher erhält unabhängig von ihrer Einstufung 200 Euro (Stand: 1. März 2015). Die Arbeitsmarktzulage könnte wieder entfallen, wenn der Personalmangel in den Kitas der Stadt München nicht mehr besteht. Kinderpflegerinnen und Kinderpfleger gelten aber noch nicht als Mangelberuf und erhalten daher keine Arbeitsmarktzulage.
Das Gehalt enthält eine leistungsorientierte Komponente: Die Leistungsprämie existiert in zwei Formen: eine Basis- und eine Zusatzprämie. Die Höhe der Zusatzprämie für Angestellte der Entgeltgruppen S2 bis S8 (TVöD) beträgt 140 Euro. Für die Entgeltgruppen S9 bis S18 (TVöD) beträgt die Höhe der Basisprämie 280 Euro. Beschäftigte in S2 bis S8 können einen Fahrkostenzuschuss von maximal 69,00 Euro erhalten, der ab 1. Januar 2020 auf mindestens €41,40 monatlich (Kosten einer IsarCard Job der Tarifzone M) erhöht wurde. Darüber hinaus bietet die Stadt München ihren Angestellten eine betriebliche Altersvorsorge.
Die Stadt München arbeitet seit dem 1. September 2011 nach dem Finanzierungskonzept der „Münchener Förderformel“, das auch freien Trägern offen steht, und das 2019 noch einmal deutlich verändert wurde.

## Tarifverhandlungen
Es finden für den SuE gesonderte Tarifverhandlungen zwischen der Vereinigung der kommunalen Arbeitgeberverbände (VKA) und den Gewerkschaften ver.di und Gewerkschaft Erziehung und Wissenschaft (GEW) auf Bundesebene statt. In diesen werden Entgelt- und Arbeitsbedingungen speziell für die Beschäftigten im Sozial- und Erziehungsdienst ausgehandelt. Einigen sich der VKA und ver.di/GEW, können nachgelagert lokale Verhandlungen in einzelnen Bundesländern stattfinden. Die lokalen Arbeitgeberverbände (in Hamburg die „Arbeitsrechtliche Vereinigung Hamburg e. V.“ (AVH)) und die Landesverbände von ver.di bzw. GEW können dann entscheiden, ob die bundesweit ausgehandelten Ergebnisse übernommen werden oder speziell für ihr Bundesland weiter verhandelt wird.
Viele Medien berichten über die tariflichen Auseinandersetzungen im SuE über den sogenannten „KiTa-Streik“ und damit fast ausschließlich über die Situation der größten Gruppe im SuE, den Erzieher.

### Tarifrunde 2009
Die Gewerkschaften forderten u. a. nach der Ablösung des Bundesangestelltentarif (BAT) und Einführung des TVöD im Jahre 2005 zügig eine neue Entgeltordnung zu verhandeln und „Erzieherinnen so zu bezahlen wie Absolventen einer Fachhochschule, also Entgeltgruppe 9“.
Nach langen Warnstreiks und Streiks in Kindertagesstätten von April bis Juli 2009 konnte am 29. Juli 2009 eine Einigung zwischen den Gewerkschaften (verdi, GEW, dbb tu) und der VKA erzielt werden. Diese umfasst neben Regelungen über eine Betriebliche Gesundheitsförderung auch Einkommenserhöhungen insbesondere für neue Beschäftigte, die nach dem Inkrafttreten des Tarifvertrages TVöD am 1. Oktober 2005 neu eingestellt wurden. Für Beschäftigte im Sozial- und Erziehungsdienst wird eine neue besondere Einkommenstabelle mit 16 Entgeltgruppen S3 bis S18 und Tabellenentgelten von 1.750 Euro bis 4.525 Euro eingeführt.

### Tarifrunde 2015
Die Gewerkschaft ver.di kündigte zum 31. Dezember 2015 die Eingruppierungsvorschriften und die Entgeltordnung für die Berufsgruppen im SuE gegenüber der VKA. Die Gewerkschaften streben eine höhere Eingruppierung ihrer Beschäftigten im SuE an. Die höhere Eingruppierung hätte eine durchschnittliche Entgelterhöhung von 10 Prozent zur Folge.:2
Die anfänglichen Verhandlungen wurden von einigen Warnstreiks im März und April 2015 begleitet und führten zu keiner Einigung. Anfang Mai 2015 stimmen die Gewerkschaftsmitglieder mehrheitlich für unbefristete Streiks im Sozial- und Erziehungsdienst. Ab dem 8. Mai begannen unbefristete und mehrtägige Erzwingungsstreiks in verschiedenen Bundesländern. Nachdem zwischenzeitliche Verhandlungen ohne eine Einigung zu Ende gingen, verständigten sich beide Seiten auf eine Schlichtung. Der Streik wurde am Montag, den 8. Juni 2015, ausgesetzt. Die Schlichter, Sachsens früherer Ministerpräsident Georg Milbradt (CDU) und Hannovers ehemaliger Oberbürgermeister Herbert Schmalstieg (SPD), stellten am Dienstag, den 23. Juni 2015, die Empfehlung der Schlichtungskommission vor. Die Einigungsempfehlung sieht Verbesserungen in 8 von 17 Entgeltgruppen vor. Insgesamt schlagen die Schlichter Erhöhungen in den einzelnen Berufsgruppen von 2 bis 4,5 Prozent vor. Die Gewerkschaftsmitglieder lehnten mehrheitlich (ver.di: fast 70 %, GEW: 68,8 % und dbb: mehr als 60 %) die Einigungsempfehlung ab.
Ende September 2015 einigten sich die Verhandlungsführer auf einen Kompromiss. Frank Bsirske und die ver.di-Bundestarifkommission empfahlen seinen Mitgliedern, den Kompromiss in einer bis Ende Oktober dauernden Urabstimmung anzunehmen. Ende Oktober nahmen 57,2 % der ver.di-Mitglieder (GEW: 72,06 % und dbb: 64,04 %) den Kompromiss an. Damit endeten die Streiks zu den außerhalb der regelmäßigen Tarifrunden stattfindenden Verhandlungen für den SuE.
Das Verhandlungsergebnis sieht unter anderem eine Anhebung von Gehältern bei Erziehern in den unteren Erfahrungsstufen S2, S3 und S4 zwischen monatlich 2,5 und 4,9 % mehr vor. Die Entgeltgruppe S 6 geht in die neu geschaffene Entgeltgruppe S 8a ohne verlängerte Stufenlaufzeiten über. Dies bedeutet eine Entgelterhöhung um ca. 4 %. Die bisherige Entgeltgruppe S 8 wird zu einer neuen S 8b-Gruppe. Die Entgelterhöhung beträgt bis zu 3,89 %. Die Stufenlaufzeiten in S 8b verkürzt sich in den Stufen 4 und 5 um je zwei Jahre im Vergleich zur bisherigen S 8. Die Gruppe S 9 wird S 8b angepasst. Kitaleitungen und stellvertretende Leitungen bekommen eine höhere Eingruppierung (Entgelterhöhung zwischen 1,1 und 15,4 %). In jeder KiTa – mit Ausnahme der KiTas mit weniger als 40 Plätzen – soll eine ständige Vertretung der Leitung bestellt werden. Sozialarbeiter und Sozialpädagogen in S 11, S. 12 und S 14 erhalten eine Anhebung ihrer Gehälter von 1 bis 2,6 %. Heilerziehungspfleger und Heilerzieher werden in S 8b eingruppiert und sind damit Erzieher/-innen mit staatlicher Anerkennung gleichgestellt. Leiter von Tagesstätten für Erwachsene mit Behinderung sind mit den Leitern in Tagesstätten für behinderte Kinder gleichgestellt. Die Gruppenleitungen in Werkstätten für behinderte Menschen kommen von der Entgeltgruppe S 5 in die S 7. Die Vereinbarung gilt rückwirkend zum 1. Juli 2015 und hat eine Laufzeit bis zum 30. Juni 2020.
Ab März 2016 fand planmäßig eine neue Tarifrunde des gesamten TVöD statt. Im Gegensatz zu dem sogenannten KiTa-Streik mit der Forderung nach neuen Eingruppierungsregeln ging es ab März 2016 um eine Erhöhung der Gehälter in den einzelnen Tabellen.
In Hamburg existiert mit dem örtlichen Arbeitgeberverband AVH (Arbeitsrechtliche Vereinigung Hamburg e. V.) eine eigene Tarifstruktur. Nach der bundesweiten Einigung verhandelten ver.di Hamburg und der AVH ab dem 20. Oktober 2015 eine spezielle Lösung für Hamburg. Eine Einigung wurde am 5. November 2015 erzielt. Bis Ende November 2015 stimmten 80,14 % der ver.di-Hamburg-Mitglieder für die Annahme des Tarifergebnisses vom 5. November 2015.

### Tarifrunde 2020
Mit dem Ende der Mindestlaufzeit des TVöD-SuE am 31. August 2020 in Sichtweite, fanden bereits im November und Dezember 2019 Gespräche zur Evaluierung des Tarifvertrages zwischen den Tarifparteien statt; diese zeigten deutliche Unterschiede in der Bewertung der Situation.
Am 14. Februar 2020 verkündeten Verdi, DBB und Komba einen ambitionierten Forderungskatalog, der über eine finanzielle Aufstockung hinausgeht. So sollen die Eingruppierungsmerkmale überarbeitet und die Stufenlaufzeiten verkürzt werden. Führungskräfte sollen aufgewertet und stellvertretende Leitungen in allen Kitas verpflichtend werden.
Es waren drei Verhandlungsrunden geplant. Diese begannen am 5. März 2020 in Potsdam, ein zweites Treffen fand unter dem Eindruck der Corona-Pandemie am 23. März 2020 in Berlin statt; dabei wurde die geplante dritte Verhandlungsrunde am 29. April 2020 in Hannover abgesagt und durch ein Planungstreffen für die Tarifverhandlungen für den gesamten öffentlichen Dienst ersetzt, ohne einen neuen Verhandlungstermin anzusetzen.
Nach ergebnislosen Gesprächen mit dem VKA am 16. Juni 2020 in Berlin, insbesondere bezüglich einer Übergangsvereinbarung zur Verschiebung der Einkommensrunde bis 2021, kündigten DBB und Verdi an, sämtliche Entgelttabellen des TVöD, darunter auch die Entgelttabelle SuE, fristgemäß zum 31. August 2020 zu kündigen und ab 1. September 2020 in Potsdam en bloc zu verhandeln; gefordert werden insbesondere:
- eine Lohnerhöhung von 4,8 %, mindestens aber 150 € bei einer Laufzeit von 12 Monaten,
- eine Verkürzung der Wochenarbeitszeit in den neuen Bundesländern von 39 Stunden auf das „Westniveau“ von 39 Stunden.

Die Arbeitgeber legten bei der ersten und zweiten Verhandlungsrunde am 1. und 19./20. September in Potsdam kein Angebot vor. In der Folge kam es zu Warnstreiks u. a. in Kitas und im ÖPNV. Die dritte und letzte Runde war für den 22./23. Oktober 2020 geplant; wäre es hier zu keiner Einigung gekommen, stünden noch die Optionen Weiterverhandeln, Schlichtungsverfahren, oder Urabstimmung und Erzwingungsstreiks offen. Vorher kam es aber noch zu zahlreichen Warnstreiks, u. a. einem deutschlandweiten Streik der in Ausbildung Befindlichen am 13. Oktober 2020, von Verdi als „Tarifrebellion“ tituliert. Unerwartet machten die Arbeitgeber am 16. Oktober 2020 ein erstes Tarifangebot in Höhe von insgesamt 3,5 % über eine Laufzeit von dreieinhalb Jahren, das von der Arbeitnehmerseite umgehend zurückgewiesen wurde.
Die dritte Verhandlungsrunde am 22. und 23. Oktober wurde so lange fortgesetzt bis schließlich am 25. Oktober 2020 die Tarifeinigung verkündigt wurde. Sie sieht eine Corona-Sonderzahlung zusätzlich zu einer stufenweisen Entgelterhöhung um 3,2 % bei einer Laufzeit bis zum 31. Dezember 2022 vor.